# Цинобања
Цинобања (слч. Cinobaňa) насељено је мјесто са административним статусом сеоске општине (слч. obec) у округу Полтар, у Банскобистричком крају, Словачка Република.

## Становништво
| Година:    | 1994. | 2004.   | 2014.   | 2024.    |
| ---------- | ----- | ------- | ------- | -------- |
| Број људи: | 2407  | 2358    | 2303    | 1964     |
| Разлика:   |       | -2,03 % | -2,33 % | -14,71 % |

| Година:    | 2023. | 2024.   |
| ---------- | ----- | ------- |
| Број људи: | 1995  | 1964    |
| Разлика:   |       | -1,55 % |

Према подацима о броју становника из 2011. године насеље је имало 2.398 становника.